# Castelo Mendo
Castelo Mendo era una freguesia portuguesa del municipio de Almeida, distrito de Guarda.

## Geografía
Situada a unos 10 km de la frontera española de Fuentes de Oñoro, a 721 metros de altitud, y capital del municipio desde 1229 hasta 1855, la freguesia estaba formada por dos núcleos de población, el propio Castelo Mendo y Paraizal.

## Historia
Fue suprimida el 28 de enero  de 2013, en aplicación de una resolución de la Asamblea de la República portuguesa promulgada el 16 de enero de 2013 al unirse con las freguesias de Ade, Mesquitela y Monte Perobolço, formando la nueva freguesia de Castelo Mendo, Ade, Monteperobolso e Mesquitela.

## Patrimonio
Castelo Mendo forma parte del programa Aldeias Históricas de Portugal. En su patrimonio destacan, además del propio conjunto urbano, con numerosas casas del siglo siglo XVI, las puertas de la muralla, la iglesia matriz, el pelourinho, las ruinas de la iglesia del castillo y los dos verracos vetones.